# Giacinto Facchetti
Giacinto Facchetti (Treviglio, Llombardia, 18 de juliol de 1942 - Milà, 4 de setembre de 2006), fou un futbolista italià que ocupava la posició de lateral. Va ser internacional absolut per la selecció de futbol d'Itàlia en 94 ocasions, amb la qual es va proclamar campió d'Europa l'any 1968.
Va jugar com a titular la final de la Copa d'Europa de 1964, que l'Inter va guanyar contra el Reial Madrid per 3 a 1 al Praterstadion de Viena, la primera victòria del club en la competició. També va jugar com a titular la final de la Copa d'Europa de 1965, que l'Inter va guanyar contra el SL Benfica per 1 a 0 a San Siro, la segona victòria consecutiva de l'Inter en la competició.
El 1967 va jugar com a titular la final de la Copa d'Europa, que l'Inter va perdre contra el Celtic FC per 2 a 1 a l'Estádio Nacional de Lisboa.
Posteriorment es va dedicar a la presidència de l'Inter de Milà.

## Trajectòria
| Club             | País   | Any       |
| ---------------- | ------ | --------- |
| FC Inter de Milà | Itàlia | 1960-1978 |

## Palmarès
- 4 Scudetto: 1963, 1965, 1966 i 1971 (Inter)
- 1 Copa italiana de futbol: 1978 (Inter)
- 2 Copa d'Europa de futbol: 1964 i 1965 (Inter)
- 2 Copa Intercontinental de futbol: 1964 i 1965 (Inter)
- 1 Campionat d'Europa de futbol: 1968